# استپان هوانیسیان
استپان ایوانی هوانیسیان (ارمنی: Ստեփան Իվանի Հովհանիսյան؛ زادهٔ ۲۸ سپتامبر ۲۰۰۱ در مژدورچنسک، اوبلاست کمروو) بازیکن فوتبال در پست مهاجم ارمنی‌تبار اهل روسیه است.

## باشگاهی
از باشگاه‌هایی که در آن بازی کرده‌است می‌توان به باشگاه فوتبال اسپارتاک مسکو و باشگاه فوتبال اسپارتاک-۲ مسکو اشاره کرد.

## تیم ملی
وی همچنین در تیم‌های ملی فوتبال Russia national under-17 football team, Russia national under-18 football team, Russia national under-19 football team، و زیر ۲۱ سال روسیه بازی کرده‌است.